# Gambule
Gambule – wieś w Botswanie w dystrykcie North East. Według spisu ludności z 2011 roku wieś liczyła 482 mieszkańców.